# Kanton Grisolles
Kanton Grisolles (francouzsky Canton de Grisolles) je francouzský kanton v departementu Tarn-et-Garonne v regionu Midi-Pyrénées. Tvoří ho 11 obcí.

## Obce kantonu
- Bessens
- Campsas
- Canals
- Dieupentale
- Fabas
- Grisolles
- Labastide-Saint-Pierre
- Monbéqui
- Nohic
- Orgueil
- Pompignan